# Zohor
Zohor (szlovákul Zohor) egy község Szlovákiában, a Pozsonyi kerületben, a Malackai járásban.

## Fekvése
Pozsonytól 24 km-re északnyugatra fekszik.

## Története
A régészeti leletek tanúsága szerint területén már a neolitikumban is éltek emberek, a vonaldíszes kultúra településének nyomait találták itt meg. Határa a továbbiakban is folyamatosan lakott volt. A bronzkor teljes időszakából is kerültek elő településnyomok és temetők maradványai. Az 1950-es években egy római-kori (talán kvád) hamvasztásos temetőrészletet találtak. A legnevezetesebb lelet egy gazdag germán főúri sír volt. Ehhez hasonlót találtak 2010-ben is.
A település első írásos említése 1314-ben "Sahur" néven történt, amikor Károly Róbert Telesprun lovagnak adta szolgálataiért. Az egyházi vizitáció szerint plébániáját 1397-ben alapították. A 16. század közepén az akkori borostyánkői uradalom területén fekvő faluba horvát telepesek érkeztek. Iskolája 1687-óta működik, tanítói között volt Jozef Zellinger, az első szlovák-magyar szótár szerzője. A 18. században lakói főként kender termesztéssel és kereskedelemmel foglalkoztak. Kereskedőik Magyarország más részein kívül Ausztriába, Morvaországba is eljutottak. Mások seprűkötéssel, halászattal foglalkoztak. A 19. századtól elindult az intenzív zöldségtermesztés, különösen a hagyma termesztése. Ez a jellegzetesség a mai napig fennmaradt. A község első pecsétje 1827-ből származik. 1828-ban 220 házában 1593 lakos élt. 1831-ben súlyos kolerajárvány pusztított, hat hét alatt 232 lakos halt meg. 1832-ben az áldozatok emlékére, Szent Rozália tiszteletére kápolnát emeltek. 1850-ben a falu plébánosa volt Ipolyi Arnold, a későbbi besztercebányai majd nagyváradi püspök. 1881-ben tűzvész pusztított a faluban, melynek nagyobb része leégett. A tűzvész 1882-ben is megismétlődött. 1891-ben a község bekapcsolódott az országos vasúti hálózatba a Dévényújfalu-Jókút vonalon.
Vályi András szerint "ZOHOR. Tót falu Pozsony Várm. földes Ura Gr. Pálfy Uraság, lakosai katolikusok, fekszik Stomfához 1/2 mértföldnyire; síkos határja 2 nyomásbéli, rozsot, árpát, és káposztát terem, szőleje nints, réttye, erdeje, és folyó vize van, piatza Pozsonyban."
Fényes Elek szerint "Zohor, Poson m. tót falu, ut. p. Stomfához észak-nyugotra 1 órányi távolságra. Lakja 1719 kath., 14 zsidó lak. Van kath. paroch. temploma, erdeje, jó káposztája, halastava; két nyomásban homokos szántóföldje, két vizimalma. F. u. gr. Pálffy Leopold."
Pozsony vármegye monográfiája szerint "Zohor, morvavölgyi tót nagyközség, 474 házzal és 2590 róm. kath. vallású lakossal. Minden jel arra mutat, hogy XVI. századbeli telepítés, melynek első nyomára csak az 1553-ik portális összeírásban találunk, a mikor Serédy Gáspárnak itt 34 portája adózik. 1782-ben Pálffy Lipót gróf volt a földesura. Később a Pálffy-Daun család birtokába került és 1868-ban ettől vette meg Károlyi Alajos gróf, kinek fia ma is bírja. Régi temploma elpusztult és helyébe 1898-ban az új templom épült. Az egyház a XVII. századból származó remekmívű, aranyhimzésű misemondó ruhát őriz. A községben van posta, távíró és vasúti állomás. Ide tartoznak Macsejkovich és Ondrejka puszták és Gerandik major."
A trianoni békeszerződésig Pozsony vármegye Pozsonyi járásához tartozott. A falu könyvtárát 1929-ben alapították. 1931-ben megjelent az első elektromos világítás. 1934-ben az új iskolaépületet Andrej Hlinka szentelte fel.

## Népessége
| Év:            | 1994. | 2004.   | 2014.   | 2024.    |
| -------------- | ----- | ------- | ------- | -------- |
| Emberek száma: | 2994  | 3232    | 3264    | 3774     |
| Eltérés:       |       | +7,94 % | +0,99 % | +15,62 % |

| Év:            | 2023. | 2024.   |
| -------------- | ----- | ------- |
| Emberek száma: | 3706  | 3774    |
| Eltérés:       |       | +1,83 % |

1910-ben 2829 lakosából 2704 szlovák, 85 magyar, 35 német és 1 horvát anyanyelvű volt. 2786 római katolikus, 26 izraelita, 13 református, 3 evangélikus és 1 unitárius vallású élt a faluban.
2001-ben 3069 lakosából 3010 szlovák és 12 magyar volt.
2011-ben 3214 lakosából 3082 szlovák és 8 magyar volt.

## Neves személyek
- Itt született 1862-ben Zelliger Vilmos bölcseleti doktor, katolikus segédlelkész, plébános.
- Itt született 1863-ban Zelliger Alajos nagyszombati érsekhelynöki titkár, kanonok, szentszéki jegyző és levéltárnok.
- Itt született 1865-ben Zelliger Arnold igazgató, tanító.
- Itt született 1892-ben Alojz Struhár festő, grafikus, tanár.
- Itt született 1680-ban Kubovics Pál esztergomi kanonok, oronti prépost.
- Itt szolgált Boskovich János kanonok.
- Itt szolgált Ipolyi Arnold püspök.
- Itt szolgált Mednyánszky Sándor Cézár római katolikus lelkész, az 1848–49-es szabadságharcban tábori főlelkész.
- Itt szolgált Zelliger József tanítóképző intézeti igazgató-tanár.

## Nevezetességei
- Antiochiai Szent Margit tiszteletére szentelt római katolikus temploma 1893-ban, a régebbi templom alapjain épült.

## Külső hivatkozások
- Hivatalos oldal
- E-obce.sk Archiválva 2008. szeptember 20-i dátummal a Wayback Machine-ben
- Zohor a kistérség honlapján
- Zohor a régió honlapján
- Községinfó
- Zohor Szlovákia térképén